# Country Hall Liège
La Country Hall Liège è una arena polivalente situata nella città di Liegi.
Completata nel 1972, venne riammodernata nel 2005. Viene usata generalmente dal Liegi per le partite interne di pallacanestro. Ha ospitato la finale del campionato europeo maschile di pallacanestro 1977